# Caccia imperiale (dinastia Qing)

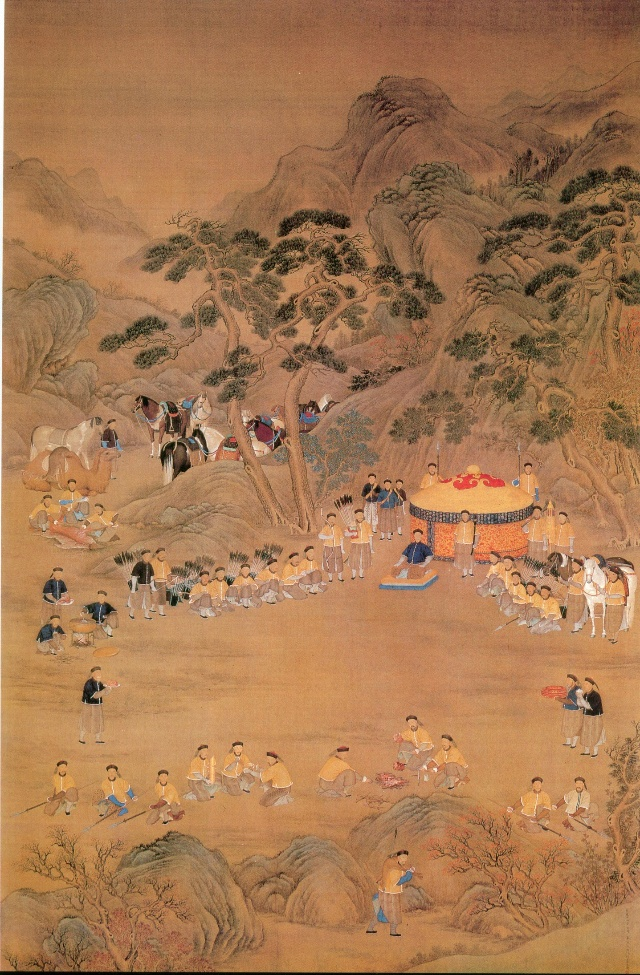
L'imperatore Qianlong durante la caccia - dipinto di Giuseppe Castiglione.

La caccia imperiale della dinastia Qing (zh. 秋獮T, 秋狝S, Qiū XiǎnP, Ch’iu1-hsien3W, lett. "Caccia autunnale"; mnc. ᠮᡠᡵᠠᠨ ᡳ ᠠᠪᠠ, muran-i aba) fu un rito annuale degli imperatori della Cina durante la dinastia Qing (1644–1912). Organizzata per la prima volta nel 1681 dall'imperatore Qing Kangxi (r. 1661–1722) nei terreni di caccia di Mulan (l'odierna contea autonoma di Weichang Manchu e Mongolo), vicino a quella che sarebbe diventata la residenza estiva degli imperatori Qing a Chengde. A partire dal 1683 l'evento divenne un appuntamento annuale obbligato su quella che ormai era una riserva di caccia imperiale. Questa Caccia Autunnale sintetizzava tradizioni venatorie sia cinesi sia centro-asiatiche (fond. mancesi e mongole). Vi partecipavano l'imperatore, migliaia di soldati, membri della famiglia imperiale e funzionari governativi.
Gli imperatori Qing usavano la caccia come esercizio militare per addestrare le loro truppe nelle tradizionali abilità marziali del tiro con l'arco e dell'equitazione. La caccia era anche un rituale di legame inteso a enfatizzare le tradizioni marziali centro-asiatiche condivise dai soldati manciù e mongoli delle Otto Bandiere selezionati per partecipare (le truppe cinesi Han erano infatti escluse). L'evento forniva l'opportunità agli imperatori Qing di lasciare i confini della Città Proibita di Pechino e tornare nelle foreste «a nord della Muraglia», più vicine alle loro terre ancestrali, per cacciare e vivere frugalmente come i loro antenati. Man mano che i Manciù s'abituarono alla vita urbana cinese, gli imperatori Qing ampliarono e ritualizzarono la caccia imperiale come una tradizione riscoperta per preservare il tradizionale stile di vita mancese: es. l'imperatore Qing Qianlong (r. 1722–1796) ne fece un elemento chiave dei suoi sforzi per fermare il costante declino della disciplina militare all'interno delle Bandiere.
Ogni anno, per tutta la durata della caccia, Mulan diveniva capitale temporanea dell'Impero e sede delle connesse attività diplomatiche. Qianlong richiedeva che i capi degli stati tributari centro-asiatici si unissero a rotazione alla caccia e, in generale, spesso riceveva emissari stranieri a Mulan piuttosto che nella Città Proibita. Per facilitare il proseguimento delle operazioni del governo in assenza del Figlio del Cielo, molti funzionari governativi l'accompagnavano a Mulan, vivendo e lavorando in una tendopoli che replicava la struttura della Città Proibita, mentre i corrieri facevano la spola tra Mulan, Pechino e Chengde.
Complessivamente, gli imperatori Kangxi, Qianlong e Qing Jiaqing (r. 1796–1820) guidarono 91 cacce. Essendo un elemento importante della cultura militare Qing e un'incarnazione dell'identità Manciù, la caccia imperiale figurò regolarmente nelle opere d'arte e nella poesia commissionate dalla dinastia. Fu oggetto anche di numerosi dipinti di Giuseppe Castiglione, il gesuita italiano che prestò servizio come pittore di corte di Qianlong. Le immagini della caccia, proprio come le immagini che commemoravano le vittorie in battaglia e altri soggetti militari, venivano regolarmente commissionate dalla Corte come forma di propaganda e ritravano gli imperatori Qing come esempi di valori marziali tradizionali (zh. wu).

## Premessa

### La caccia nella tradizione cinese

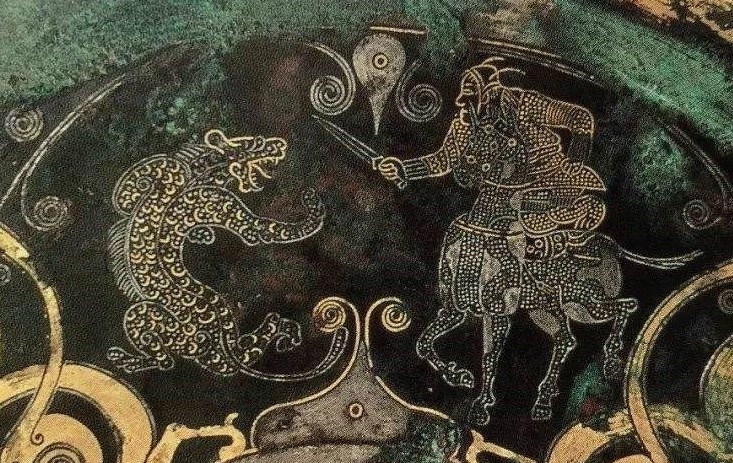
Scena di caccia alla tigre - PARTICOLARE da uno specchio Zhou del Periodo degli Stati Combattenti (453–221 a.C.).

Ampiamente praticata per l'approvvigionamento di cibo (cacciagione) e già ritualizzata al tempo della semi-mitica dinastia Shang (XVII–XII secolo a.C.), i cui re-sacerdoti già guidavano gruppi di cacciatori su carri da guerra contro esotiche prede quali i rinoceronti, la caccia divenne elemento identificativo elitario ai tempi della successiva dinastia Zhou (XII secolo–III secolo a.C.), nella proto-storia della Cina, la cui aristocrazia-guerriera, sia la nobiltà cinese vera e propria sia i c.d. 士T, ShīP, lett. "Gentiluomini", rivestiva di certo ruolo sacrale, oltre che ludico, la pratica venatoria: v.si sacrificio di animali, ossi oracolari, ecc.

Man mano che la società cinese divenne progressivamente più agricola, la caccia si cristallizzò in un'attività ludico-rituale sempre più associata alle élite dominanti. Il tiro con l'arco, fondamentale sia per la guerra sia per la caccia, divenne allora tratto distintivo del gentiluomo Zhou. Da allora in avanti, nella storia della letteratura cinese, la giustapposizione tra caccia e guerra divenne tematica ricorrente. Già in epoca Zhou si scrisse:
(Ed. in Lewis 1990, pp. 17-18.)
La creazione dell'Impero cinese vero e proprio da parte dell'effimera dinastia Qin (221–206 a.C.) e soprattutto della più duratura dinastia Han (206 a.C.–220 d.C.) perpetuò lo schema codificatosi durante gli ultimi secoli della dinastia Zhou. Nel romanzo classico cinese, databile nella sua redazione finale al XIV secolo, 三国演义S, Sānguó yǎnyìP, lett. "Il romanzo dei Tre Regni", il Cancelliere Cáo Cāo della dinastia Han afferma: «I re e gli imperatori dei tempi antichi organizzavano quattro grandi cacce all'anno, partendo dalla capitale ogni stagione per mostrare al mondo la loro abilità.» Queste quattro cacce stagionali erano la caccia primaverile (zh. 春蒐T, Chūn SōuP), la caccia estiva (zh. 夏苗T, Xià MiáoP), la caccia autunnale (zh. 秋獮T, 秋狝S, Qiū XiǎnP, Ch’iu1-hsien3W) e la caccia invernale (zh. 冬狩T, Dōng ShòuP). Data al principio dell'Impero (II secolo a.C.) la creazione delle prime riserve di caccia da parte dei cinesi e scene di caccia sono il soggetto più ricorrente sul vasellame di produzione Han.
Le cacce reali erano eventi regolari quattro secoli dopo, al tempo della dinastia Tang (618–907), talvolta criticate dagli intellettuali o dagli oppositori della Corte per la loro stravaganza. Gli imperatori, tuttavia, consideravano la caccia un'importante esercitazione militare: es. l'imperatore Tang Taizong (r. 626–649) disse: «Al momento l'impero è senza problemi ma i preparativi militari non possono essere dimenticati.»

### La caccia nella tradizione centro-asiatica

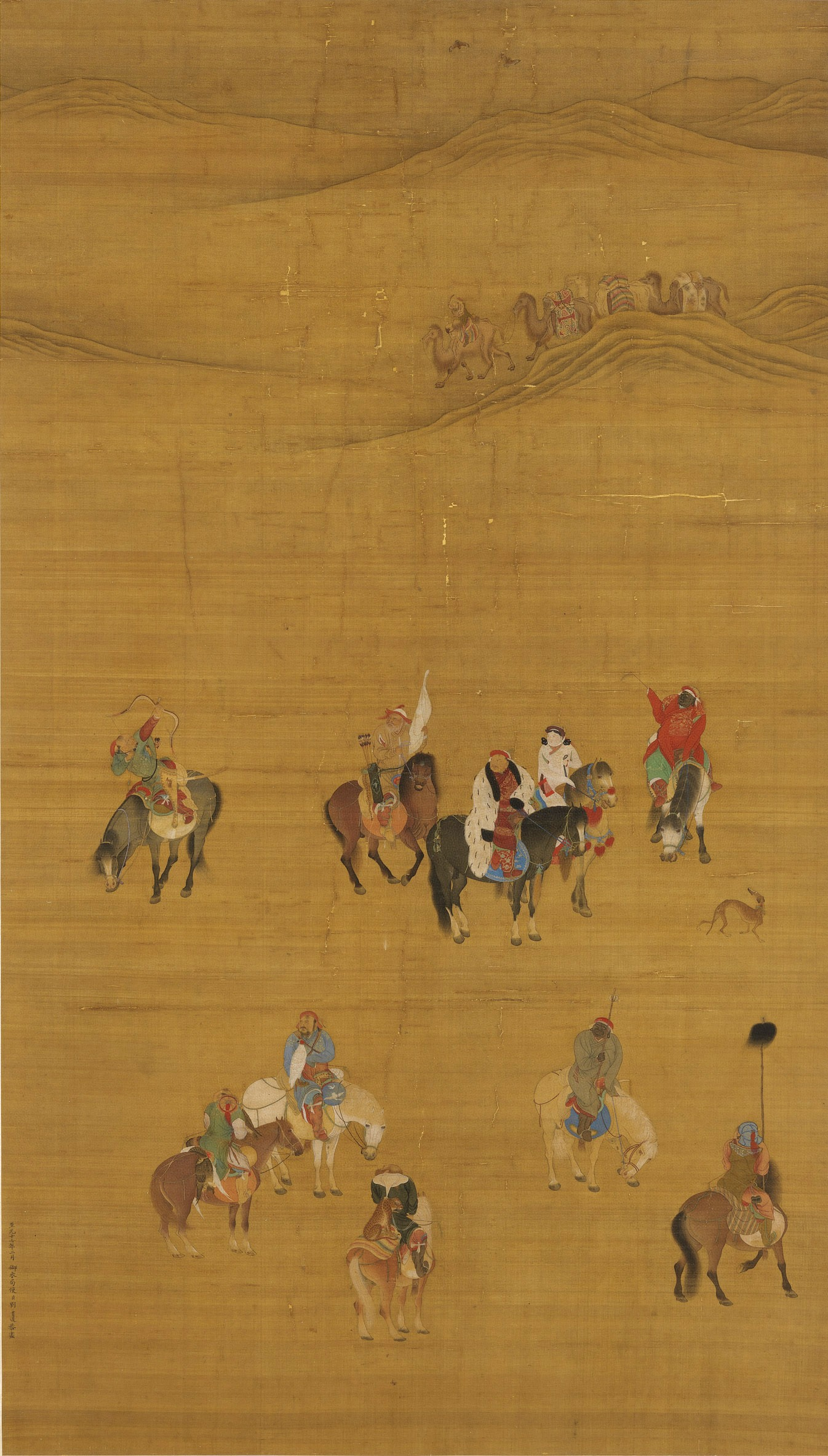
Kublai Khan a caccia - dipinto di Liu Guandao (1280).

Per le popolazioni nomadi della steppa eurasiatica, il cui contatto/scontro con i cinesi si fece sistematico dal collasso della dinastia Han, la caccia restò una parte importante della vita quotidiana secoli dopo che per le classi superiori di etnia Han dell'Impero cinese essa era diventata solo un'attività oziosa. I Manciù che conquistarono la dinastia Ming (1368–1644) di etnia Han e fondarono la dinastia Qing appartenevano a questa tradizione. Sebbene in epoca Qing ci si riferì alla caccia autunnale con il vocabolo di lingua cinese Qiū Xiǎn, essa fu influenzata più direttamente dalla tradizione venatoria delle culture nomadi-equestri centro-asiatiche che non da quella Han.
Basti su tutto considerare che i Qing-Manciù praticavano ancora la caccia "in battuta", aba in lingua manciù (parola mutuata dalla lingua mongola), in cui gruppi di soldati circondavano una vasta area di foresta e guidavano le loro prede, spaventate tramite rumore, in radure dov'erano abbattute in massa, che era già praticata dai proto-mongoli Kitai, fondatori della dinastia Liao (907–1125) che per prima contese la Cina del Nord alla dinastia Song (960–1279), di etnia Han, erede dell'allora collassato impero dei Tang.
L'Impero cinese aveva dovuto fronteggiare la minaccia delle popolazioni nomadi provenienti dalla steppa (turchi, tungusi e mongoli), brulicanti nell'Altopiano della Mongolia, sin dai tempi degli Xiongnu. La situazione s'era fatta critica ai tempi dei Tang, costretti a gestire prima i Göktürk (zh. 突厥T, TūjuéP, T'u-chüehW) e poi gli Uiguri (zh. 维吾尔T, Wéiwú'ěrP). Collassati i Tang, l'Impero Celeste s'era frammentato in una serie di compagini statali dai confini più circoscritti. Nella Cina del Nord, in particolare, le sistematiche incursioni dei nomadi avevano portato, come anticipato, all'affermazione della dinastia Liao di etnia proto-mongola Kitai prima e della dinastia Jīn (1115–1234) di etnia tungusa-Jurchen (1115–1234) poi.
Gli Jurchen-Jīn, antenati dei Manciù, organizzarono le loro unità militari sullo stesso modello delle loro battute di caccia, pratica poi ripresa dai Qing: da queste unità emersero le compagnie, chiamate niru ("freccia"), elemento fondante del sistema politico-militare delle Otto Bandiere con cui i Manciù conquistarono la Cina.
I Mongoli veri e propri che avrebbero poi, con la dinastia Yuan (1271–1368), dominato la Cina, praticavano ancora la caccia aba come i Kitai prima di loro ed i Manciù dopo, unitamente ad altre tipologie di caccia, come la falconeria. Come registrato dal mercante veneziano Marco Polo, Kublai Khan, il Khagan ("imperatore") mongolo nipote del grande Gengis Khan che schiacciò i Song e completò la conquista mongola della Cina, aveva una riserva di caccia vicino alla sua capitale estiva di Xanadu (nell'attuale Bandiera di Zhenglan della Mongolia Interna), quasi sicuramente la medesima riserva che Odorico da Pordenone descrisse come tanto grande da richiedere otto giorni per essere attraversata, ove cacciò regolarmente durante il suo regno.
 
I khan mongoli e kitai consideravano la caccia un'importante forma di addestramento militare e la praticavano regolarmente. L'imperatore Liao Taizong (r. 926–947) fece eco all'imperatore Tang Taizong quando osservò che «la nostra caccia non è semplicemente la ricerca del divertimento ma un mezzo per praticare la guerra!» La caccia era così importante presso i mongoli che, prima della loro unificazione per opera di Gengis Khan, spesso il controllo sulle riserve di caccia era motivo di disputa e guerra tra i khan. La durata stessa delle battute di caccia dei khan mongolo-kitai, anche tre o quattro mesi, ce ne testimonia l'importanza culturale oltre che ludico-militare: un momento fondamentale dell'anno durante il quale l'autocrate e tutto il suo seguito dovevano essere raggiunti da questuanti e messaggeri mentre cacciavano, non mentre tenevano corte.
I Manciù pre-conquista partecipavano spesso a cacce organizzate. Nel 1630, prima della conquista di Pechino, khan Huang Taiji (r. 1626–1643) stabilì una riserva di caccia vicino all'antica capitale Qing di Mukden (attuale Shenyang). Tuttavia, fu suo nipote, l'imperatore Qing Kangxi (r. 1661–1722), a dare inizio alla tradizione annuale delle cacce autunnali.
In ultimo, è importante ricordare che l'impero Qing, già prima di conquistare la Cina dei Ming, comprendeva nei suoi confini non solo gli Jurchen-Manciù ma anche altri popoli della steppa di etnia mongola o turca.

## La riserva di caccia di Mulan

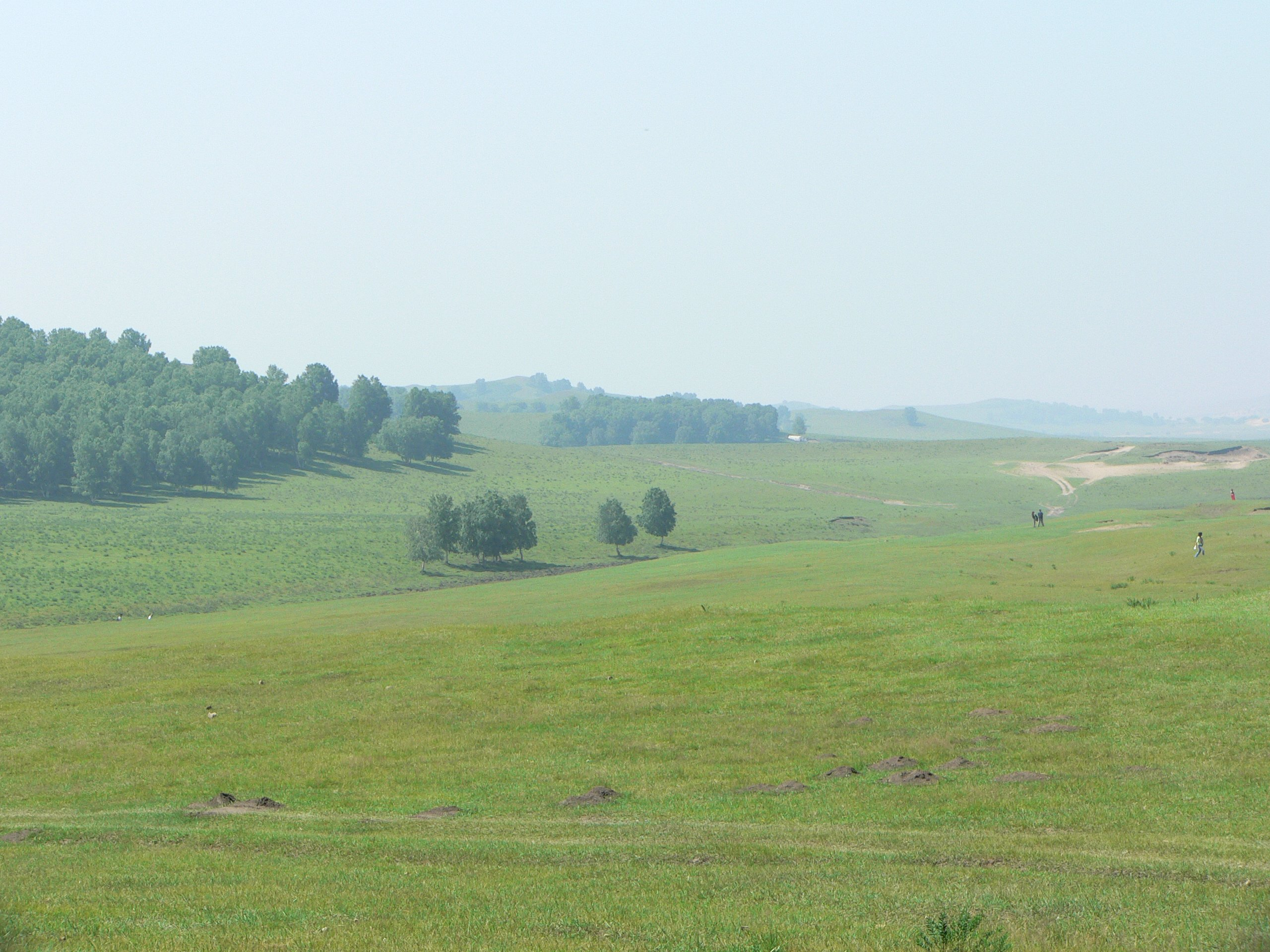
La Riserva naturale di Saihanba (Cina) fondata nel 1962 su parte degli antichi terreni di caccia Qing di Mulan.

### Istituzione
La tradizione della caccia autunnale a Mulan fu il risultato d'una battuta di caccia del predetto imperatore Qing Kangxi svoltasi nel 1681 nelle terre dei suoi alleati mongoli, presso il sito della ex-capitale Yuan di Xanadu, che gli furono poi donate. Nel 1683, Kangxi tornò a cacciare in quelle terre, ora sue, ed ivi risolse d'istituire una riserva di caccia che fu delimitata, come a quel tempo in uso nelle contrade settentrionali dell'Impero, da una delle c.d. "palizzate di salici" (zh. 柳條邊T, Liǔtiáo BiānP).

### Descrizione
La riserva di caccia si trovava nella provincia di Rehe (Jehol), oggi divisa tra le province di Hebei, Liaoning e Mongolia Interna. Occupava un'area densamente boscosa ove i mongoli, come anticipato, cacciavano da generazioni. L'area conteneva 67 radure, chiamate hoihan in manciù, in cui gli animali potevano essere raggruppati nelle battute di caccia aba. Queste radure avevano solitamente nomi di lingua mongola che ne perpetuavano così l'iniziale utilizzo. Per gran parte della sua storia, la riserva fu nota semplicemente come «il terreno di caccia di Rehe». Il nome cinese 木兰T, MùlánP è una traduzione fonetica del termine manciù muran che si riferisce a un metodo di caccia in cui i cacciatori fischiavano per attraverso teschi di cervo per ingannare ed attirare le prede. Un'iscrizione del 1807 dell'Imperatore Qing Jiaqing (r. 1796–1820) si riferì alla riserva di Rehe come Mulan/Muran, segnando il cambio di nome del sito che è oggi chiamato 木兰围场T, Mùlán WéichǎngP, entro la Contea autonoma manciù e mongola di Weichang del Hebei.

Durante il regno di Kangxi, a Mulan si trovava selvaggina in abbondanza: l'imperatore era in grado di cacciarvi cervi, tigri, orsi, leopardi e lupi. Gli imperatori Qing apprezzavano la bellezza dell'ambiente naturale e la fuga dalla vita palaziale che offriva. Fu proprio Kangxi, riferendosi ad uno dei suoi soggiorni presso la riserva, a scrivere:
(Ed. in Elliott e Chia 2004, pp. 71-73.)
Lord Macartney, che visitò l'imperatore Qing Qianlong (r. 1735–1796) a Rehe nel 1793 durante la c.d. "Ambasciata Macartney", fornì il seguente resoconto dell'area:
All'interno della riserva, Macartney trovò anche «palazzi, case per banchetti e monasteri» a cui si accedeva da strade« scavate nella roccia viva.» Da un padiglione in cima a una collina, vide intorno a sé «una prospettiva così ricca, così varia, così bella, così sublime che i [suoi] occhi avessero mai visto.» Negli ultimi anni del regno di Qianlong e del suo erede Jiaqing, tuttavia, il bracconaggio ed il diboscamento clandestino della riserva divennero un problema serio. Jiaqing osservò, all'inizio del 1800, che i danni all'ecosistema di Rehe avevano reso molto difficile cacciarvi.

### Amministrazione
Nel 1705, Kangxi creò un ufficio di caccia all'interno delle Otto Bandiere per gestire la riserva di Rehe con sede a Chengde. Tutti i funzionari che ricoprivano questa posizione, tranne uno (un mongolo), erano manciù. Nel 1749, la responsabilità su Mulan fu affidata al Lifan Yuan, l'organo imperiale che supervisionava le dipendenze mongole della dinastia Qing. L'imperatore Qianlong aumentò il numero dei funzionari a Mulan nel 1753: il numero di guardiacaccia passò da 191 a 800! Il numero salì poi a 950 sotto l'imperatore Jiaqing. Questi guardiacaccia erano selezionati tra gli alfieri della capitale ed erano responsabili della prevenzione del bracconaggio, dell'occupazione abusiva e del disboscamento illegale, nonché della gestione della fauna selvatica nelle sessantasette, poi settantadue, zone di caccia della riserva. Con poche eccezioni, nella riserva furono vietate tutte le costruzioni permanenti. Nel 1764, la responsabilità di Mulan fu restituita alle Otto Bandiere, sotto il tenente generale della guarnigione di Rehe. Nel corso della sua storia, l'amministrazione della riserva, come anticipato, fu sempre composta da personale di etnia mancese o mongola.

## Storia

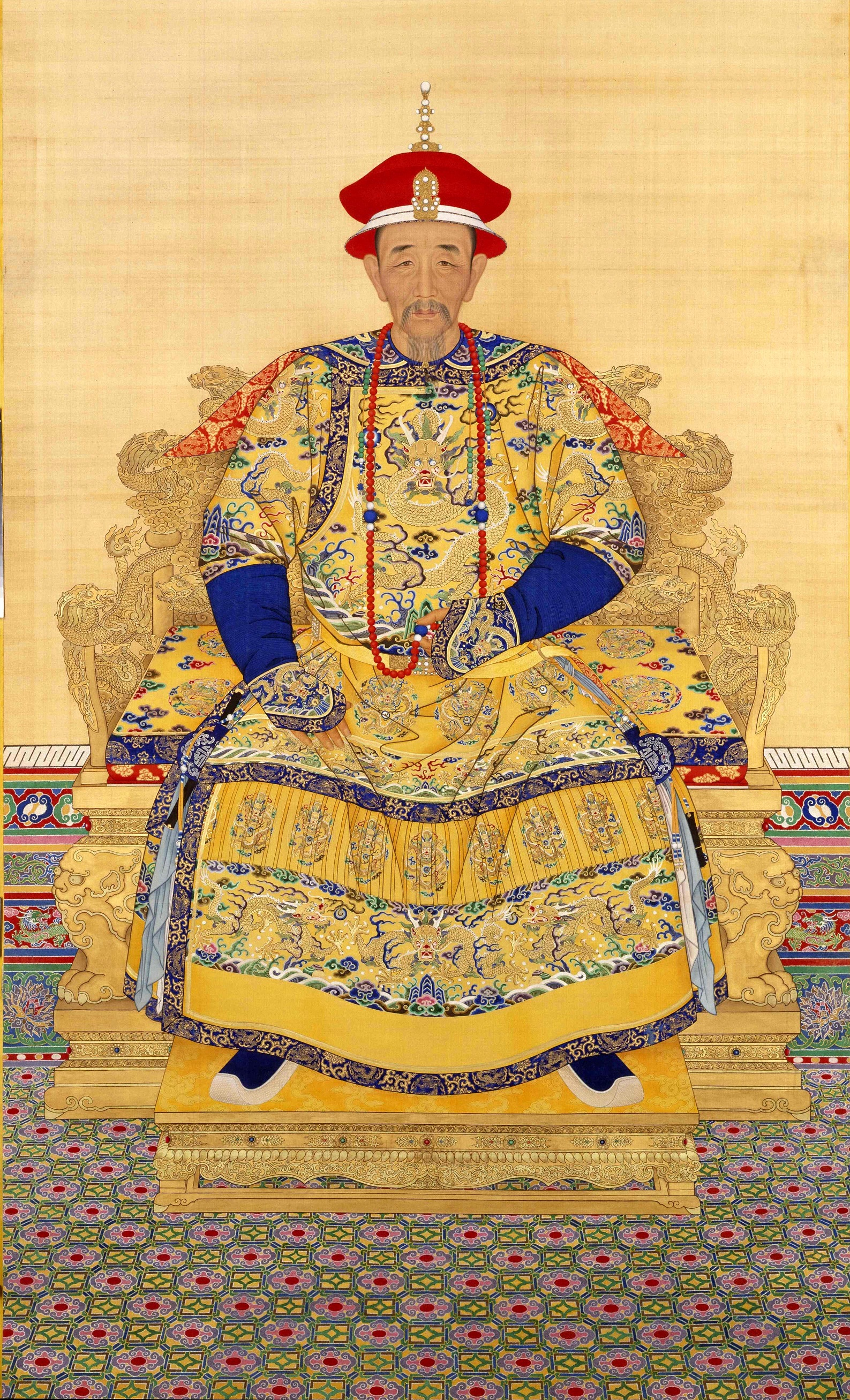
L'imperatore Qing Kangxi (r. 1661–1722).

### Il regno di Kangxi (1661–1722)
La prima Qiū Xiǎn dei Qing si svolse, come anticipato nel 1681, in occasione della visita dell'imperatore Kangxi ai suoi alleati mongoli. Il gruppo di cacciatori che vi prese parte era composto dall'imperatore Qing, 3.000 cavalieri mongoli, un piccolo gruppo di alfieri mancesi e un seguito di funzionari di Pechino. Dopo aver ricevuto quella terra in dono dai Mongoli, Kangxi vi andò a caccia ogni anno a partire dalla sua seconda visita, nel 1683. L'evento coinvolgeva alfieri delle Bandiere di Pechino tanto quanto di Nanchino, Hangzhou, Jingzhou e Xi'an: i migliori arcieri e cavalieri di ciascuna guarnigione erano selezionati tramite appositi test che si svolgevano al principio dell'anno. I partecipanti dovevano però forzatamente essere di etnia centro-asiatica, i.e. tungusa/mancese, turca o mongola.
Le cacce erano eventi su larga scala che coinvolgevano migliaia di partecipanti: oltre al già nutrito gruppo di alfieri che accompagnavano il Qing, erano presenti funzionari governativi, principi turco-mongoli con il loro seguito e, come si vedrà più avanti, spesso emissari o ambasciatori ivi giunti per incontrare l'imperatore. Kangxi organizzò fin da subito le cacce come eventi d'ampio respiro, di valenza sia ludico-militare sia simbolico-propagandistica, e non lesinò attenzioni allo svago: es. faceva coltivare fragole presso i terreni di caccia per poter offrire simili prelibatezze ai suoi cacciatori.

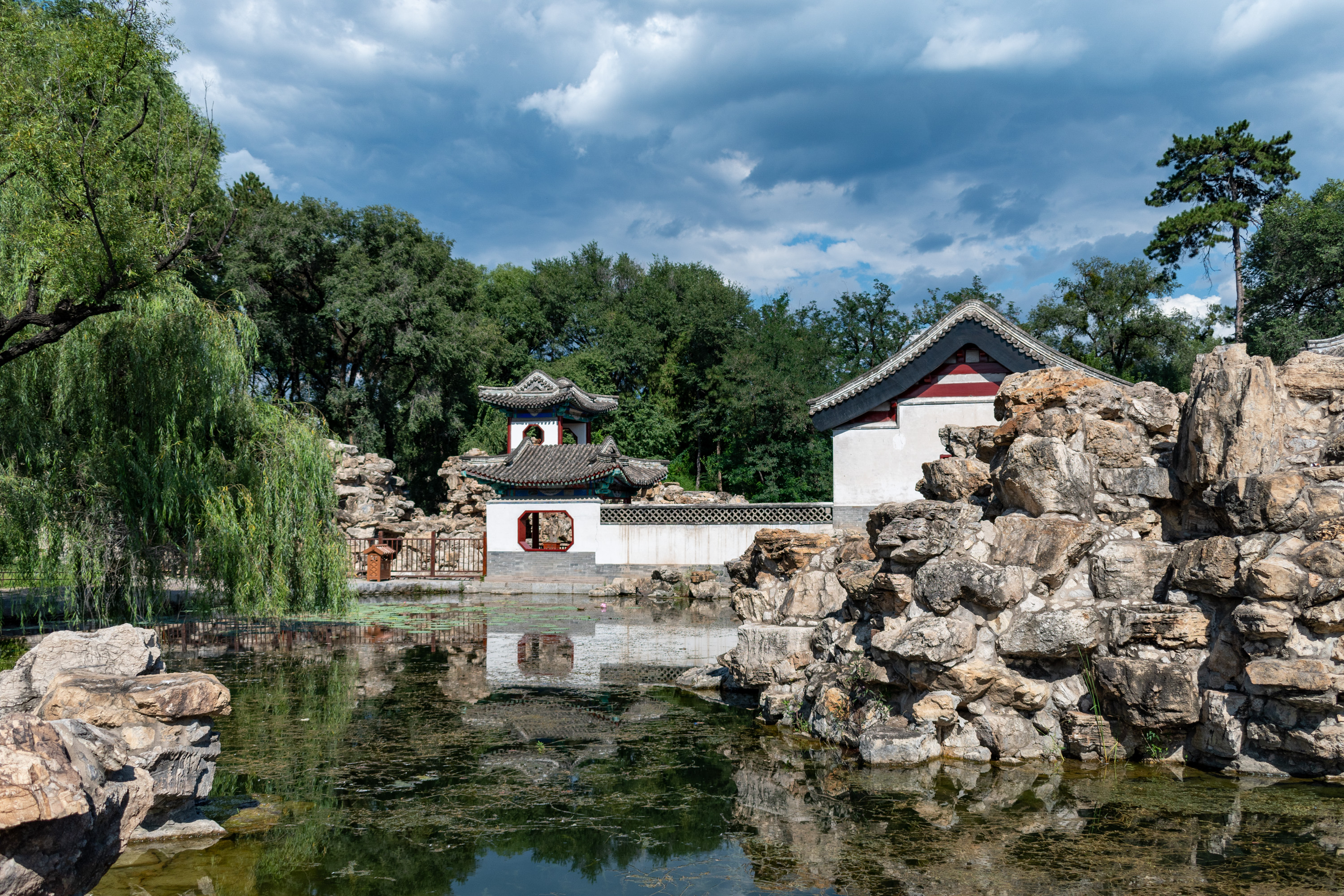
Scorcio della Località montana di Chengde, costruita dai Qing per sfuggire alle calure estive di Pechino, a metà strada tra la Grande Muraglia e la Riserva di caccia di Mulan.

La costruzione della Località montana di Chengde a Rehe iniziò durante il regno di Kangxi per fornire ai Qing una residenza estiva a nord della Grande Muraglia, a metà strada tra la stessa e la riserva di caccia di Mulan. Ogni anno, l'imperatore partiva da Chengde durante l'autunno e raggiungeva con il suo seguito Mulan, a 75 miglia di distanza. Sebbene si dicesse che Chengde fosse un luogo in cui sfuggire alla calura estiva di Pechino, Kangxi vi si soffermava sino all'autunno inoltrato, talvolta sino all'inverno, rievocando così le cacce trimestrali/quadrimestrali degli antichi khan mongoli.
Tranne gli anni in cui fu impegnato in campagne militari, Kangxi cacciò a Mulan ogni anno fino alla sua morte nel 1722 e, nei suoi ultimi anni, insistette per continuare a cacciare, nonostante, ormai invalido, per farlo avesse bisogno d'essere trasportato su una portantina!
Il figlio di Kangxi, l'imperatore Qing Yongzheng (r. 1722–1735), che aveva cacciato a Mulan come principe al seguito del padre, non vi cacciò mai da imperatore. Finì però con il pentirsene e perciò ordinò ai suoi figli di mantener viva quell'usanza e di aver cura delle loro abilità venatorie e marziali.

### Il regno di Qianlong (1735–1796)
Il successivo imperatore a cacciare a Mulan fu Qing Qianlong che fece rivivere e ampliare la tradizione di suo nonno. Mulan aveva un profondo significato per Qianlong che vi eresse una stele nel 1751. Preoccupato dal decadimento apparentemente inarrestabile degli atavici costumi mancesi, l'imperatore scrisse a uno dei suoi generali: «Dal terzo anno [del mio regno] inizierà l'antica istituzione della caccia regolare di addestramento. Solo allora saprò se avete praticato veramente quanto avete predicato.» Dal punto di vista di Qianlong, la caccia era l'unico modo per mantenere l'abilità delle sue truppe nel tiro con l'arco da cavallo.
L'imperatore Qianlong tenne più di 40 cacce durante il suo regno e ricevette dignitari stranieri a Chengde quand'era lontano dalla capitale. Le cacce venivano solitamente annullate negli anni in cui l'imperatore visitava le tombe imperiali di Mukden o in occasione di importanti eventi diplomatici: es. le visite a Chengde di Amursana (1754), del Sesto Panchen Lama (1780) e la predetta Ambasciata Macartney (1793). La posizione di Chengde a nord della Muraglia e la sua vicinanza ai terreni di caccia di Mulan enfatizzavano il peso che i Manciù riconoscevano alla loro origine centro-asiatica e la rendevano il luogo ideale per ricevere emissari degli stati centro-asiatici.

### Il regno di Jiaqing (1796–1820)
Come suo padre Qianlong, l'imperatore Qing Jiaqing considerava la caccia a Mulan di vitale importanza per l'esercizio marziale delle truppe di Bandiera. L'iscrizione della sua stele del 1807 (il c.d. "Registro di Mulan") nella riserva di caccia, posta vicino a quella di suo padre, affermava non a caso che «Mulan è il terreno di caccia della nostra nazione.» Jiaqing riaffermò l'importanza della caccia sia come rappresentazione dell'identità mancese sia come forma d'addestramento militare. Riconoscendosi inferiore al padre quale cavallerizzo ed arciere, proclamò: «sicuramente non potrò assumere modi oziosi e piacevoli» e, nel commiato, scrisse:
(Ed. in Elliott e Chia 2004, pp. 78-79.)
Jiaqing, tuttavia, fu l'ultimo imperatore a cacciare regolarmente a Mulan. Suo figlio, Qing Daoguang (r. 1820–1850), che pur da fanciullo aveva guadagnato l'affetto dell'allora vecchio Qianlong abbattendo a soli 13 anni, con arco e frecce, un daino durante una caccia a Mulan, interruppe la pratica dopo essere salito al trono e da allora in poi non si sarebbe più verificata alcuna caccia nella riserva.

## Scaletta degli eventi e delle attività

### Il viaggio da Pechino

La località montana di Chengde - mappa prospettica di anonimo (1909).

Nei primi anni dell’era Kangxi, prima della costruzione, per suo volere, del complesso di Chengde, l’imperatore si recava direttamente a Mulan in autunno. L'entourage di Kangxi viveva di quanto la terra poteva offrirgli, cacciando e accampandosi lungo la strada per Mulan. L'imperatore ci ha lasciato vivida testimonianza di quei giorni di vita frugale: s'arrostiva la carne di cervo sul fuoco e si preparava il tè con la neve sciolta. Durante il suo viaggio nel 1711, dopo l'inizio della costruzione a Chengde, si stima che 12.000 persone possano aver accompagnato Kangxi a Mulan.
Durante il regno di Qianlong, la pratica abituale dell'imperatore era di recarsi prima a Chengde, in estate, per poi procedere verso i terreni di caccia nel corso dell'autunno. Prima di partire per Chengde, l'imperatore e la famiglia imperiale partecipavano ad apposite cerimonie di commiato a Pechino. I lama tibetani erano presenti per pregare per la buona riuscita della caccia. L'imperatore tornava solitamente a Pechino subito dopo la fine della stagione di caccia.
Il viaggio a Chengde da Pechino durava sette giorni, con l'imperatore e il suo grande seguito che si fermavano nelle residenze poste lungo il percorso. Secondo Macartney, il cui gruppo prese questa strada per raggiungere Chengde nel 1793, il segmento del viaggio di ogni giorno era abbastanza breve da poter essere completato entro mezzogiorno o il pomeriggio. Macartney stimò che la distanza da Pechino fosse di circa 131,5 miglia (211,6 km).
C'erano due strade parallele tra Pechino e Chengde, una per l'imperatore e una per altre persone autorizzate. Durante il percorso, Macartney osservò un gran numero di truppe riparare la strada in previsione del viaggio di ritorno dell'imperatore a Pechino. Si sapeva che la strada diventava fangosa dopo le forti piogge estive, come osservato da Jean Denis Attiret, uno dei quattro pittori gesuiti che, insieme a Castiglione, servì come artista di corte di Qianlong. Attraversava diversi fiumi, sui quali non mancavano ponti o traghetti. In alcune zone, Macartney ha trovato la strada «molto accidentata» e difficile da percorrere. Lungo il percorso, c'erano ovviamente anche posti di guardia a intervalli di circa 5 miglia (8,0 km), ciascuno presidiato da una manciata di soldati per garantire la sicurezza.

### La caccia

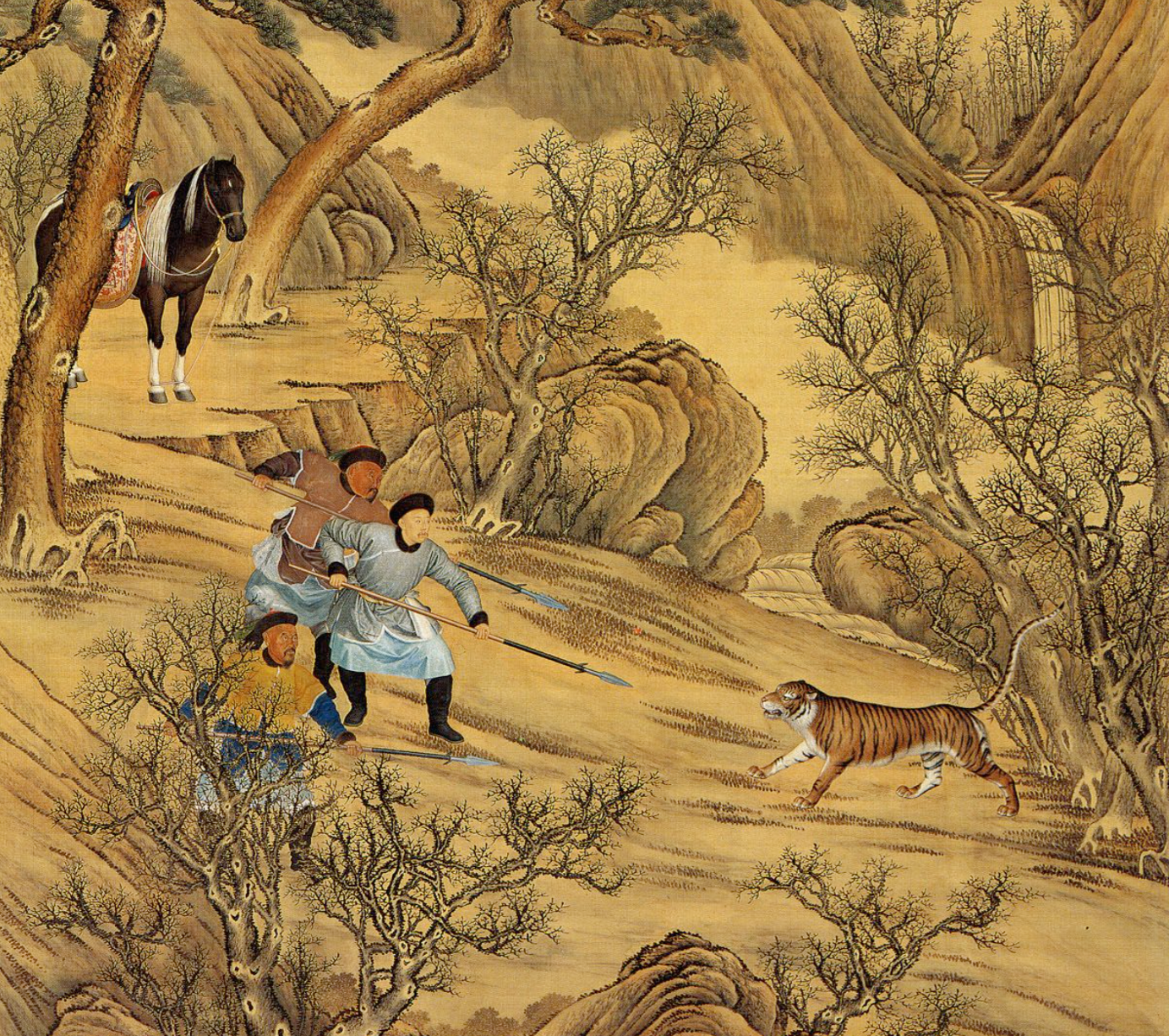
Hongli che infilza una tigre - dipinto su rotolo di anonimo (regno di Qianlong).

Le attività di caccia programmate a Mulan includevano sia l'omonima varietà muran sia le aba su larga scala.
Per la caccia aba erano necessarie diverse migliaia di soldati. Un accampamento imperiale temporaneo sarebbe stato collocato a nord del sito di caccia. Il giorno della aba, i partecipanti venivano divisi in un'ala sinistra e un'ala destra, disposti in due gruppi semicircolari sparsi su una distanza di diversi chilometri. Una volta che i due semicerchi si fossero uniti, i capi ala avrebbero ordinato agli uomini di avvicinarsi. Il cerchio sarebbe così stato ridotto ad una dimensione di due o tre lǐ di circonferenza, raccogliendo la preda al suo interno. L'imperatore, una volta giunta al recinto, vi entrava a cavallo ed aveva l'onore del primo colpo. Per proteggerlo da selvaggina potenzialmente pericolosa, come orsi o tigri, l'imperatore era accompagnato da un certo numero di soldati chiamati appunto la "Battaglione caccia alla tigre". Se una tigre veniva catturata, l'imperatore solitamente la uccideva personalmente, come parte dello spettacolo che dimostrava il coraggio e l'abilità marziale degli Aisin Gioro. Nel 1692, l'imperatore Kangxi uccise un orso ferendolo con una freccia e finendolo con una picca.
Sotto l'imperatore Kangxi, la caccia alla tigre veniva condotta portando a Mulan delle ferie in cattività, tramite gabbie, per poi rilasciarle nei terreni di caccia.
La Qiū Xiǎn era stata voluta da Kangxi e poi rivitalizzata da Qianlong come esercizio militare per il tiro con l'arco e l'uso di lance e picche ma non per questo la si deve intendere oggi come un anacronistico esercizio all'arma bianca in un panorama bellico già dominato dalle armi da fuoco. Le grandi testimonianze pittoriche lasciateci da Castiglione e compagni ci permettono di valutare abbastanza approfonditamente l'equipaggiamento dei soldati che vi partecipavano: archi, picche ma anche carabine/moschetti, chiaramente da utilizzarsi come extrema ratio per difendere l'incolumità dell'Imperatore o dei suoi altolocati ospiti, per il suddetto Battaglione caccia alla tigre.

### Affari di stato
Mentre l'imperatore cacciava a Mulan, gli affari di stato dovevano obbligatoriamente continuare ed essendo buona parte della Corte partecipe, volontaria o obbligata, dell'evento insieme alla famiglia reale, l'apparato burocratico imperiale doveva attivarsi ed adeguarsi alla rustica collocazione. Il "campo itinerante" del governo imperiale era organizzato in modo da rispecchiare la disposizione degli uffici governativi attorno alla Città Proibita. I messaggeri trasmettevano informazioni tra Pechino, Chengde e Mulan, consentendo agli imperatori ed al loro seguito di funzionari imperiali di svolgere il loro lavoro sul campo. Stando al resoconto d'uno di questi funzionari, nelle tende non c'erano scrivanie e il lavoro veniva svolto a lume di candela.

### Divertimento e svaghi
Alla fine della stagione di caccia, l’imperatore organizzava una festa di commiato per tutti i partecipanti, seguita da una festa speciale riservata ai leader mongoli e uiguri, eventi cioè preziosi per permettere all'imperatore di trascorrere del tempo con i suoi sudditi centro-asiatici che, spesso, non visitavano mai la Cina vera e propria per paura del vaiolo.
Oltre ai banchetti, l'imperatore presentava e riceveva anche doni e distribuiva titoli. Erano forniti molti intrattenimenti, comprese gare di tiro con l'arco e di lotta, nonché finte battaglie. Lord Macartney, nel 1793, ebbe modo di osservare spettacoli di lotta, acrobazie, giocoleria, teatro e fuochi d'artificio, ma rimase deluso dalla cancellazione dell'attesa esibizione ippica, poiché aveva sentito che i "Tartari", come li chiamava, erano esperti in tali arti. Durante le esibizioni, Macartney notò che il pubblico era completamente silenzioso. Macartney, ansioso di portare avanti la sua missione diplomatica, fu obbligato dall'etichetta di corte a guardare questi spettacoli e a ricevere doni dall'imperatore per tutto il giorno, prima di poter aprire le trattative.

## Significato politico

### Propaganda

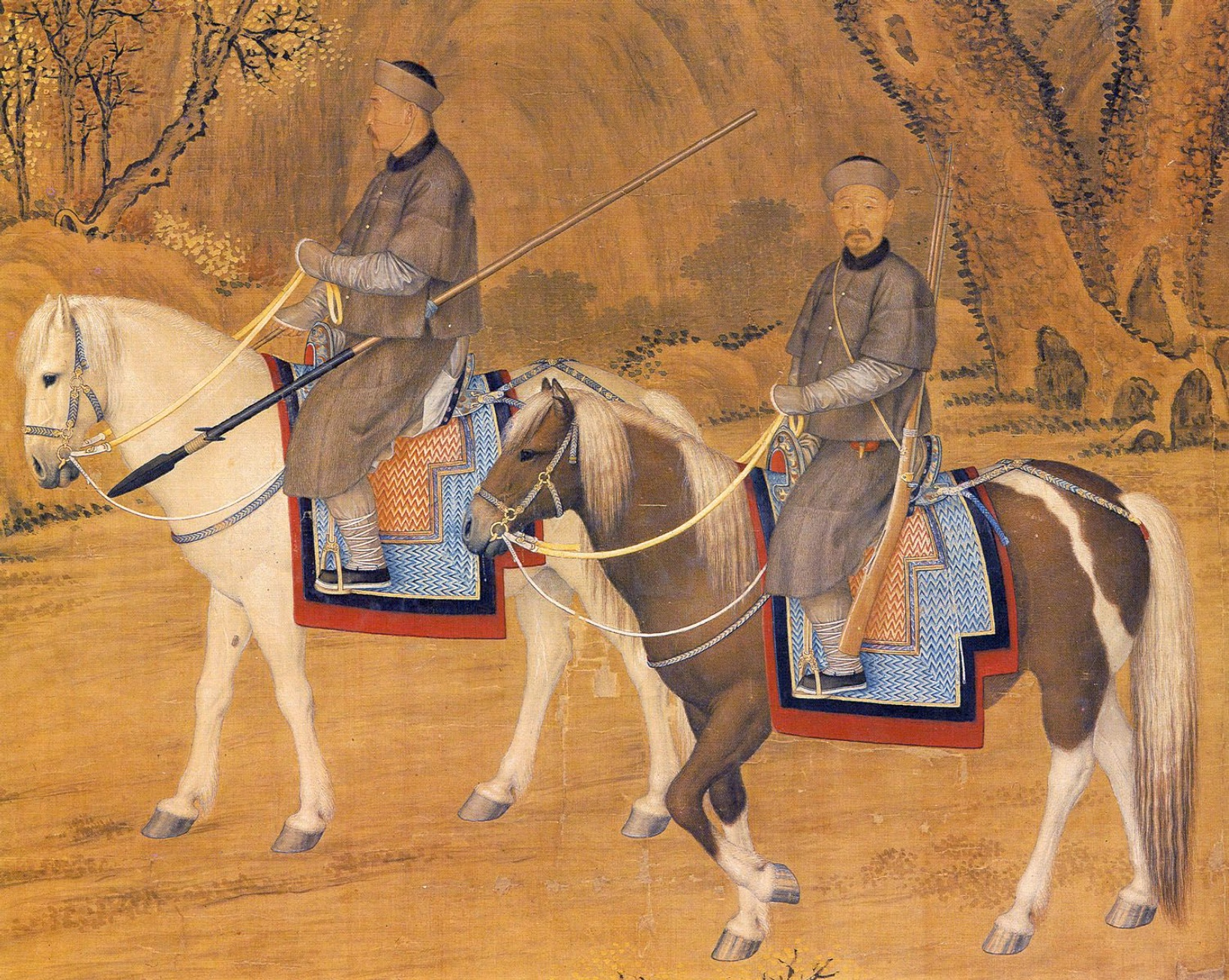
Ritratto dell'Imperatore che trotta in cerca di cervi [PARTICOLARE] - dipinto di Giuseppe Castiglione (1741).

Le cacce a Mulan, come altri rituali militari dei Qing, furono celebrate in dipinti commissionati dalla Corte. Il fenomeno fu particolarmente frequente durante il regno di Qianlong, grande mecenate di opere d'arte a soggetto venatorio oltre che militari: es. v.si i grandi dipinti raffiguranti le ispezioni triennali delle truppe delle Otto Bandiere (zh. dayueP) e quelli raffiguranti il corteo dell'esercito in partenza (zh. mingjiangP) o di ritorno dalla guerra (zh. jiaolaoP). Queste opere d'arte, così come le attività in esse raffigurate, facevano tutte parte della campagna di propaganda di Qianlong volta a promuovere i valori marziali nella società Qing.
Molti di questi dipinti furono realizzati sotto la direzione di Giuseppe Castiglione, il missionario gesuita che prestò servizio come uno dei pittori di corte di Qianlong. Numerosi dipinti prodotti durante il regno di Qianlong ritraggono l'imperatore mentre partecipa alla caccia autunnale a Mulan, così come agli altri rituali militari dei Qing. In particolare, Castiglione produsse una serie di quattro dipinti su rotolo sulla caccia al Mulan. Lui e i suoi apprendisti/collaboratori, come il predetto Attiret, produssero anche una serie di dipinti di cavalli, facendo rivivere un soggetto che non era stato popolare sin dai tempi della dinastia Tang. Un cavallo kazako presentato in dono all'imperatore Qianlong funse da sua cavalcatura nel dipinto di Castiglione della grande ispezione delle truppe, così come nei dipinti della caccia autunnale.
Copie di questi dipinti a tema marziale/venatorio furono ampiamente diffuse in una varietà di formati, trasmettendo un messaggio di potenza militare sia in patria sia all'estero, oltre a imprimere un'impronta marziale sulla cultura di massa nazionale.

### Diplomazia e politica etnica

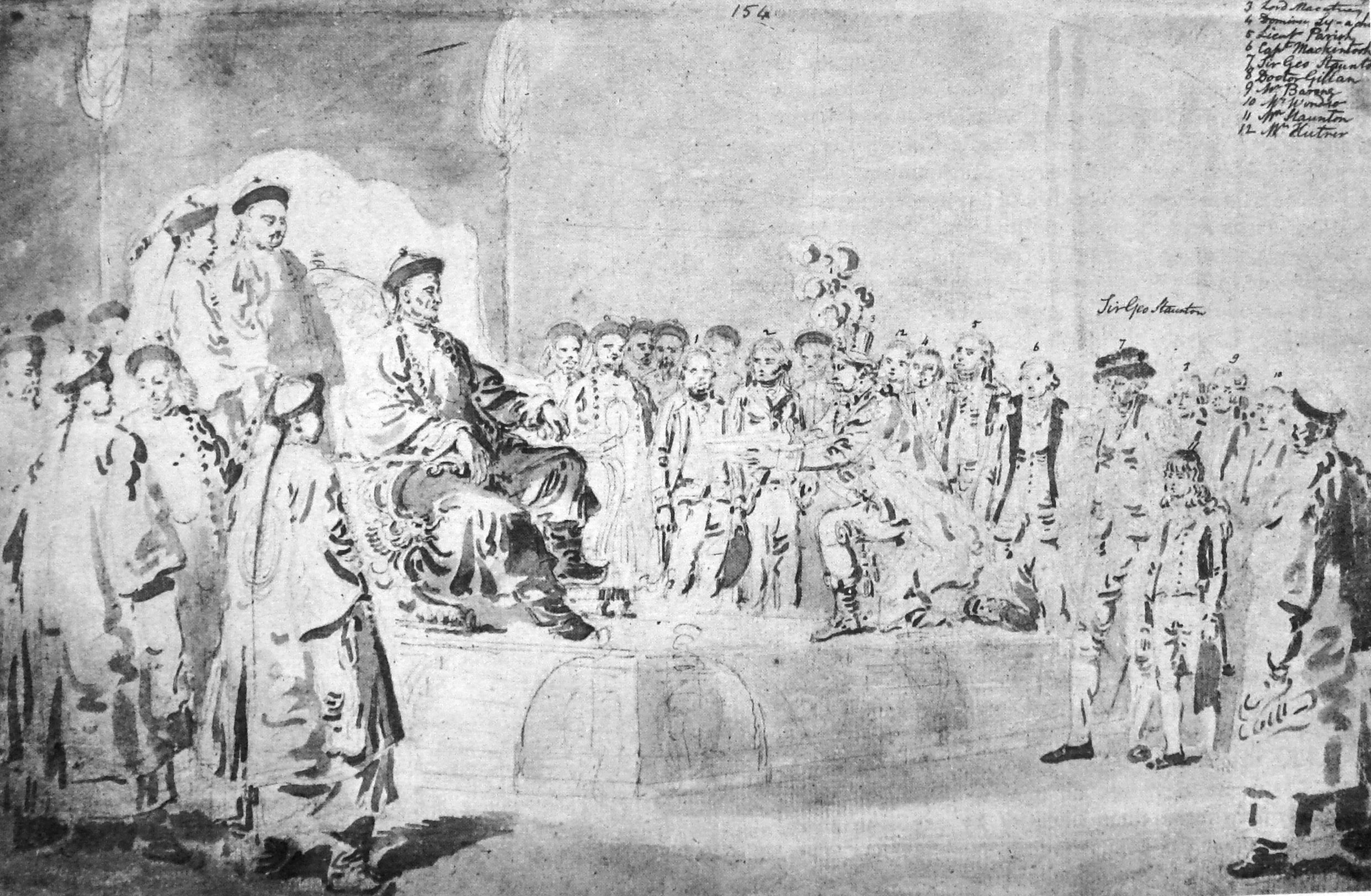
L'ambasciata di Lord Macartney in Cina nel 1793 - ill. di Arnold Toynbee, British Library's collection of Western Drawings, WD 961, f.57

Anche Mulan, e più tardi Chengde, giocarono un importante ruolo diplomatico. Come anticipato, fu a Chengde che Qianlong ricevette l'ambasciata Macartney, interrompendo per questo il suo viaggio di caccia.
Come parte del patrocinio del buddismo tibetano da parte degli imperatori Qing, diversi templi furono costruiti in stile tibetano intorno a Chengde: il Tempio Puning (1755), sul modello del monastero di Samye; il Tempio Putuo Zongcheng (1771), sul modello del Palazzo del Potala; ecc. Sempre a Chengde, come già detto, il Sesto Panchen Lama visitò Qianlong nel 1780, occasione in cui fu eretto il Tempio Xumi Fushou.
Durante le cacce a Mulan, l'imperatore Kangxi incontrò i leader mongoli dei Khalkha, dei Kharchin e degli Oirati-Dôrvôd. Allo stesso modo, suo nipote Qianlong spesso pronunciava, durante le battute di caccia a Mulan, editti che coinvolgevano i popoli centro-asiatici i cui leader stavano attendendo alla caccia con il Qing.
L'istituto stesso della Qiū Xiǎn, il suo protrarsi per diversi mesi, il suo svolgersi presso l'antica capitale estiva degli Yuan, la pratica di vivere in tende/iurte e i banchetti tenuti in onore dei funzionari mongoli, tutto serviva ad ingraziare agli imperatori Qing i loro sudditi d'etnia mongola, in particolare, e gli altri alleati centro-asiatici, in generale. Sin dall'inizio della dinastia Qing, gli imperatori Manciù tesero a presentarsi non solo come Imperatori della Cina ma anche come Khaghan eredi di Gengis Khan e Kublai Khan. Originariamente khan della dinastia Jīn posteriore, Huang Taiji ribattezzò il suo impero "Grande Qing" e si proclamò imperatore nel 1636 dopo aver ricevuto la resa dei Mongoli-Cahar. Lo stesso patrocinio Qing al buddismo tibetano fu eredità dei mongoli, Yuan ma non solo. La capitale secondaria creata a Chengde e la riserva di caccia di Mulan, entrambi al di fuori della Grande Muraglia, rafforzavano così la retorica degli imperatori Qing di aver riunito i popoli interni (cinesi) ed esterni (mongoli, tibetani, uiguri, ecc.) in un'unica "famiglia" (mn. newai yijia).

### Rituale

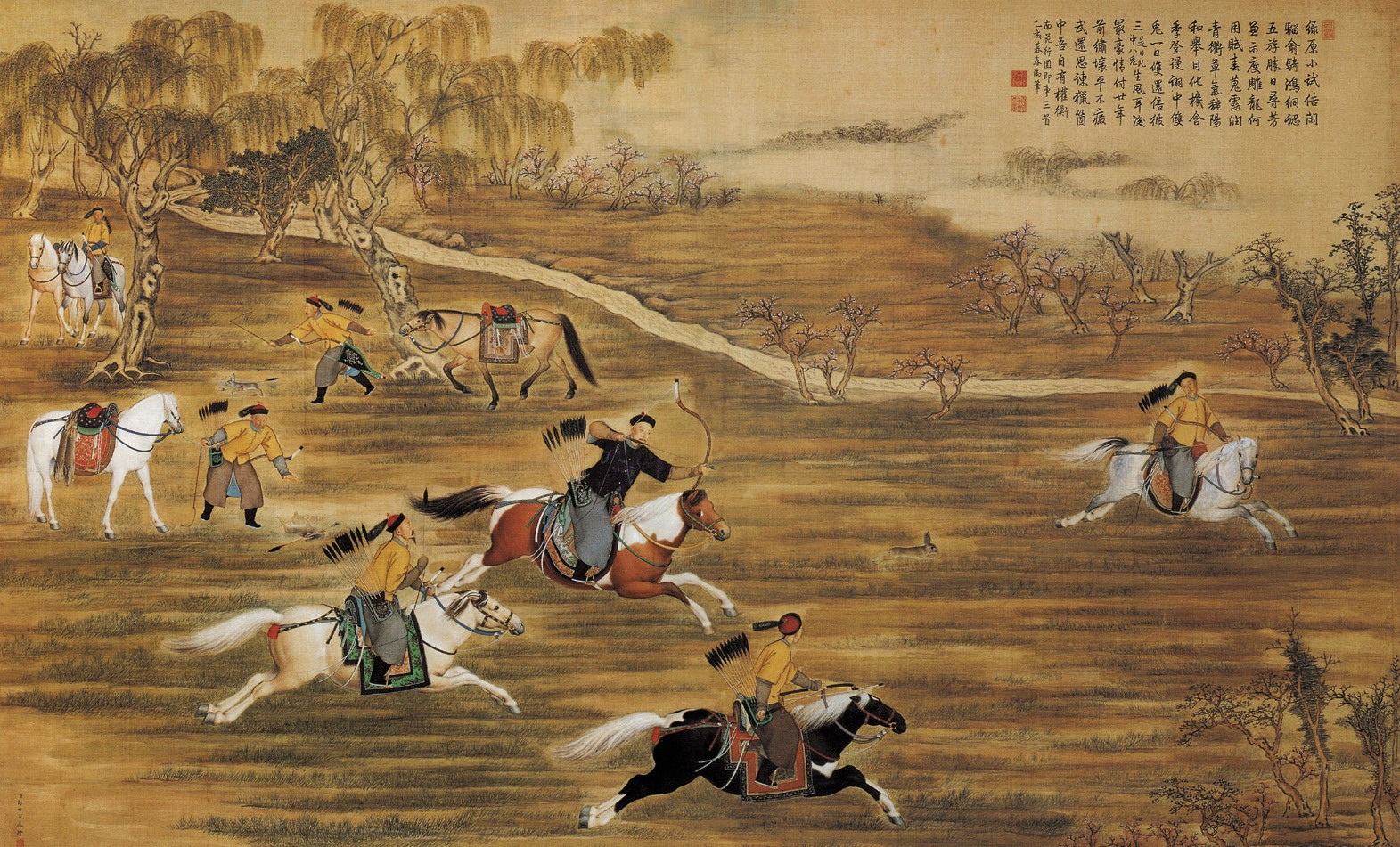
L'imperatore Qianlong che caccia la lepre - dipinto di Giuseppe Castiglione (1755).

Le cacce autunnali divennero sempre più elaborate e ritualizzate nel corso del tempo, in particolare sotto Qianlong. Quando la caccia divenne rara tra i Manciù, la maggior parte dei quali viveva nella città murata di Pechino o nelle varie guarnigioni delle Otto Bandiere sparse nell'impero, la caccia a Mulan divenne uno degli ultimi contesti in cui le abilità venatorie mancesi potevano essere praticate e solo da pochi eletti.
L'istituzionalizzazione della caccia portò al suo nuovo ruolo come una sorta di spettacolo, un omaggio stilizzato a pratiche passate che non erano più tradizioni viventi per la maggior parte dei Manciù. Per questo motivo il sinologo Mark C. Elliott definì la Qiū Xiǎn dei Qing una tradizione inventata, l'«adattamento d'una pratica più antica per scopi più nuovi.» Quest'adattamento enfatizzava ciò che gli imperatori Qing consideravano più importante nella cultura Manciù per come la vedevano, vale a dire la loro presunta incarnazione dei valori marziali (zh. wu ) in contrasto con i valori civili (zh. wen ) che essi attribuivano ai cinesi. L'imperatore Qianlong si paragonò all'imperatore Taizong di Tang che tradizionalmente rappresentava l'equilibrio tra wen e wu. Eppure, nonostante si presentassero come capofamiglia che comprendeva sia la tradizione cinese sia quella centro-asiatica, gli imperatori Qing erano costantemente preoccupati per l’acculturazione manciù e per l’adozione dei costumi cinesi.
Parte del nuovo significato della Qiū Xiǎn era il suo valore percepito come forma di addestramento militare ed un dizionario Qing definisce appunto la caccia aba come un «addestramento per l'abilità militare». Teoricamente, tutti i Manciù facevano parte della casta guerriera ereditaria delle Otto Bandiere, un'organizzazione militare che si espanse rapidamente fino a includere contingenti mongoli e cinesi Han durante la conquista Qing della Cina Ming.
L'abilità militare, quella venatoria e l'identità etnica Manciù erano profondamente intrecciate. Come scrisse John Bell, Kangxi vedeva la caccia come un modo per impedire ai Manciù di acquisire i tratti degeneri cinesi di «ozio ed effeminatezza.» Le paure di Kangxi erano state condivise da suo nonno, Hong Taiji, che credeva che la dinastia Jīn dei suoi antenati Jurchen fosse crollata a seguito della loro contaminazione con la «Via Cinese» a discapito della cura delle tradizionali abilità di tiro con l'arco ed equitazione. Gli imperatori Yongzheng e Qianlong criticarono spesso gli standard inadeguati e la pigrizia tra le truppe delle Bandiere. Qianlong, a differenza di Kangxi, Hong Taiji e Nurhaci, non condusse però mai personalmente campagne militari. La Qiū Xiǎn, da lui ripristinata come richiestogli dal padre Yongzheng, rappresentava quindi per lui la migliore opportunità rimastagli di dirigere personalmente i suoi eserciti, quanto meno nel loro addestramento militare, nonché per riaffermare regolarmente i vecchi modi manciù attraverso rituali codificati di fronte a una cultura manciù in rapido cambiamento.

### Esplicative
1. ↑  Va inoltre ricordato che l'imperatore Qing Kangxi istituì, tra il 1688 ed il 1691, una divisione militare d'élite, di stanza presso la capitale imperiale di Pechino, chiamata "Battaglione delle armi da fuoco" (zh. 火器營T, 火器营S, Huǒqì YíngP): una forza speciale che incorporava tutti gli specialisti di moschetti e cannoni precedentemente organizzati nelle Otto Bandiere, similare alla scomparsa divisione Shenjiying dell'esercito Ming.[49]
2. ↑  Nonostante l'eclatante eco militare delle vittoriose campagne dell'imperatore Qing Qianlong (v.si Dieci grande campagne), le forze Qing erano già negli anni 1740 tutt'altro che un esercito modello. Un'ormai secolare vita di guarnigione aveva logorato l'efficienza, il morale e le competenze tecniche tanto delle Otto Bandiere quanto dell'Esercito dello Stendardo Verde. La corruzione ed il vizio dilagavano tra i ranghi mongoli, mancesi e cinesi,[66] mentre i soldati davano prova, sul campo, d'inaccettabili livelli di inefficienza ed incompetenza: es. quando gli artiglieri dello Stendardo si dimostrarono incapaci di cannoneggiare efficacemente i Ribelli del Loto Bianco di Wang Lun nel 1774, il viceré al comando delle operazioni non poté far altro che incolpare del fallimento la magia nera nemica! Furiosa fu allora la risposta di Qianlong che definì l'incompetenza con le armi da fuoco «malattia comune e pervasiva» dello Stendardo Verde i cui artiglieri erano pieni di scuse.[67]

### Bibliografiche
1. ↑  Elliott 2001, pp. 183-184.
2. ↑  Elliott 2001, p. 335.
3. 1 2  Waley-Cohen 2006, pp. 83-84.
4. 1 2 3  Elliott e Chia 2004, p. 72.
5. 1 2  Allsen 2011, p. 20.
6. ↑  (EN) Edward L. Shaughnessy, Historical perspecties on the introduction of the chariot into China, in Harvard Journal of Asiatic Studies, vol. 48, n. 1, 1988,  p. 199, DOI:10.2307/2719276, JSTOR 2719276.
7. ↑  (EN) Robert L. Thorp, China in the Early Bronze Age: Shang Civilization, University of Pennsylvania Press, 2006,  p. 171, ISBN 978-0-8122-3910-2.
8. ↑  (EN) Roel Sterckx, Routledge Handbook of Early Chinese History, a cura di Paul R. Goldin, Routledge, 2018,  p. 305, ISBN 978-1-138-77591-6.
9. 1 2  (EN) C.J. Peers, Soldiers of the Dragon: Chinese Armies 1500 BC-AD 1840, Osprey Publishing, 2006,  pp. 17, 20, 24 e 31, ISBN 1-84603-098-6.
10. ↑  Lewis 1990, pp. 17-18.
11. ↑  Lorge 2012, p. 17.
12. ↑  Luo 2011, p. 246.
13. ↑  Elliott e Chia 2004, p. 81.
14. ↑  Allsen 2011, p. 17.
15. 1 2 3 4 5 6 7  Elliott e Chia 2004, pp. 67-68.
16. ↑  Chen 2010, pp. 35-36.
17. ↑  Allsen 2011.
18. 1 2 3 4 5  Elliott 2001, p. 184.
19. 1 2 3  Allsen 2011, p. 26.
20. 1 2   Marco Polo, 74. De la città di Giandu, in Il Milione, 1298. ed.  Antonio Lanza (a cura di), "Il Milione" di Marco Polo, Ed. fuori commercio, L'Unità - Editori Riuniti, 1982.
21. 1 2  Allsen 2011, p. 18.
22. 1 2  Elliott e Chia 2004, pp. 71-72.
23. 1 2 3  Allsen 2011, p. 21.
24. ↑  Elliott e Chia 2004, p. 69.
25. ↑  (EN) Mark C. Elliott, The Limits of Tartary: Manchuria in Imperial and National Geographies, in Journal of Asian Studies, vol. 59, n. 3, 2000,  pp. 603-646.
26. 1 2  Elliott e Chia 2004, pp. 69-70.
27. ↑  Rawski 1998, pp. 19-20.
28. 1 2  Barrow e Macartney 1807, pp. 273-275.
29. ↑  Elliott e Chia 2004, pp. 71-73.
30. ↑  Rawski 1998, p. 20.
31. ↑  Elliott e Chia 2004, pp. 70-71.
32. 1 2 3 4  Waley-Cohen 2006, p. 83.
33. 1 2 3 4  Elliott e Chia 2004, p. 73.
34. ↑  Allsen 2011, p. 49.
35. ↑  Chayet 2004, pp. 33-34.
36. ↑  Allsen 2011, p. 128.
37. 1 2  Elliott 2001, pp. 185-186.
38. ↑  Elliott e Chia 2004, p. 77.
39. ↑  Elliott 2001, p. 186.
40. 1 2 3  Elliott e Chia 2004, p. 82.
41. 1 2  (EN) Ricarda Brosch, The Jiaqing Emperor, in Jessica Harrison-Hall e Julia Lovell (a cura di), Creators of Modern China: 100 Lives from Empire to Republic 1796–1912, Thames & Hudson, 2023,  pp. 14-16.
42. ↑  (EN) Fang Chao-ying, Min-ning, in Hummel 1943, p. 574.
43. ↑  Elliott e Chia 2004, p. 80.
44. 1 2 3 4  Symons 2004, pp. 57-60.
45. 1 2  Allsen 2011, p. 120.
46. 1 2  (FR) Violette Fris-Larrouy, D'un soleil à l'autre, Jean-Denis Attiret missionnaire jésuite peintre officiel de l'Empereur de Chine, éditions de la Bisquine, 2017, ISBN 9791092566161.
47. 1 2 3 4  Elliott e Chia 2004, pp. 73-74.
48. ↑  Allsen 2011, p. 88.
49. ↑  (EN) Nicola Di Cosmo, European Technology and Manchu Power: Reflections on the "Military Revolution" in Seventeenth Century China (PDF), su oslo2000.uio.no, Paper for the International Congress of Historical Sciences, Oslo 2000, 2000. URL consultato il 2 ottobre 2023.
50. 1 2 3  Elliott e Chia 2004, pp. 75-77.
51. 1 2  Waley-Cohen 2006, p. 84.
52. ↑  Peyrefitte 2013, pp. 253-255.
53. ↑  Waley-Cohen 2006, p. 71.
54. ↑  Waley-Cohen 2006, pp. 75-76.
55. ↑  Allsen 2011, p. 139.
56. ↑  Elliott 2001, p. 185.
57. ↑  Crossley 1999, pp. 274-275.
58. ↑  Waley-Cohen 2006, pp. 84-87.
59. ↑  Forêt 2000, p. 159.
60. ↑  Elliott 2001, p. 63.
61. ↑  Wakeman 1986, p. 203.
62. 1 2  Elliott 2001, pp. 186-187.
63. ↑  Waley-Cohen 2006, pp. 2-5.
64. ↑  Allsen 2011, pp. 215-216.
65. ↑  Elliott 2001, pp. 276-284.
66. ↑  Elliott 2001, pp. 284-290.
67. ↑  Waley-Cohen 2006, pp. 63-65.
68. ↑  Waley-Cohen 2006, p. 105.